# Frederico II de Meissen
Frederico II, o Sério (em alemão:  Friedrich II. der Ernsthafte) (30 de novembro de 1310 em Gota; 18 de novembro de 1349 no Wartburg), Marquês de Meissen, filho de Frederico I, Marquês de Meissen e Elisabeth von Lobdeburg-Arnshaugk.

## Biografia
Em 1323, desde bem cedo começou sua vida como um único herdeiro a sucessão de seu falecido pai,sob tutela de sua mãe, na Marca de Meissen e na Turíngia. Depois de atingir a idade adulta em 1329, teve de passar por longas lutas com os vassalos e os vizinhos. Esses conflitos, aumentaram principalmente devido a declaração de paz de Frederico em 1338, que drasticamente diminuíram os direitos e a influência dos pequenos proprietários e os governantes locais, e cujo objetivo era a subjugação dos dois últimos grupos. Em 1342, nobres insatisfeitos, cujas preocupações eram seus direitos e a independência, se uniram, em Arnstadt (sudoeste de Erfurt) contra Frederico II, no que viria a ser conhecido como a Guerra dos Condes Turíngios. O conflito duraria até 1346. Após a morte do imperador Luís IV, o partido da Baviera tentou incentivá-lo a aceitar a coroa germânica, no entanto, ele desconfiou da inconstância dos seus eleitores e rejeitou tais pedidos estranhos em favor de Carlos IV de Luxemburgo. Frederico II limitou-se a consolidar seu domínio e se defender dos perigo de vindos de Carlos IV. Em uma reunião de 1348 em Bautzen ambos reconheceram as existentes terras de posse.

## Família
Frederico II, casou-se em maio de 1323 em Nuremberga com Matilde da Baviera, filha do imperador Luís IV e teve 9 filhos:
1. Elisabete (22 de novembro de 1329 – 21 de abril de 1375), casada com Frederico V de Nuremberg.
2. Frederico (nasceu e morreu 1330)
3. Frederico III, Conde da Turíngia
4. Baltasar (1336-1406)
5. Beatrice (1 de setembro de 1339; 15 de julho de 1399), freira no Weißenfels
6. Louis (25 de fevereiro de 1340; 17 de fevereiro de 1382), (Bispo de Bamberg)
7. William, o de Um olho só
8. Anne (7 de agosto de 1345; 22 de março de 1363), freira em Seußlitz
9. Clara (nascido em 7 de agosto de 1345)